# 1969 في ليبيا
فيما يلي قوائم الأحداث التي وقعت خلال عام 1969 في ليبيا.

## سياسة

### تعيين في المنصب
- 1 يونيو – علي حسنين وزير خارجية ليبيا.

### انتهاء فترة المنصب
- 31 أغسطس – علي حسنين وزير خارجية ليبيا.

## مواليد

### سبتمبر
- 1 سبتمبر – جلال الدغيلي

### نوفمبر
- 28 نوفمبر – عمر ديغايس ناشط حقوقي ليبي.

## وفيات

### يناير
- 1 يناير – علي الجربي (مواليد 1903) دبلوماسي ليبي.

### يونيو
- 1 يونيو – شمس الدين عرابي سياسي ليبي.